# Turniej kwalifikacyjny do Mistrzostw Europy Mikstów w Curlingu 2009
Turniej kwalifikacyjny do Mistrzostw Europy Mikstów w Curlingu 2009 odbył się w dniach 24–25 sierpnia 2009 w Warszawie, na lodowisku Torwar II.
Rywalizacja odbyła się na zasadach zmodyfikowanego podwójnego systemu pucharowego.
Do turnieju zgłosiło się 13 drużyn, na podstawie rankingu wyłoniono 4 najlepsze drużyny i w drodze losowania wyłoniono 3, które rozpoczęły turniej od drugiej rundy.
W związku z trudnościami finansowymi Polski Związek Curlingu zapisał występ reprezentacji i opłacił wpisowe. Zwycięska drużyna musiała samodzielnie pokryć dojazd i pobyt w Pradze. Polskę na Mistrzostwach Europy Mikstów 2009 reprezentowała drużyna Zrymowana Wiśnia.

## Drużyny
| Drużyna                   | Skład |
| ------------------------- | --- |
| KWAK Spelunca             | Krzysztof Kowalski (skip), Agnieszka Ogrodniczek, Wojciech Woyda, Katarzyna Wicik, Milena Kowalska                |
| Team Cesarz               | Maciej Cesarz (skip), Krystyna Beniger, Maciej Cylupa, Barbara Karwat, Adam Sterczewski                           |
| Zrymowana Wiśnia          | Rymwid Błaszczak (skip), Leszek Molski, Magdalena Muskus, Magdalena Szyszko, Magdalena Jagielska                  |
| MCC Domatorzy             | Katarzyna Selwant, Anna Fijałkowska, Magdalena Dobiszewska, Przemysław Stachura, Bartosz Klimas                   |
| AZS Gliwice               | Adela Walczak, Elżbieta Ran, Arkadiusz Detyniecki, Piotr Podgórski, Andrzej Augustyniak                           |
| MCC Wymiatacze            | Katarzyna Wilk, Agnieszka Czaplicka, Rafał Stolarek, Kamil Gęśla                                                  |
| Team Kierzkowski          | Magdalena Szołkiewicz, Dominika Łasak, Łukasz Piworowicz, Tomasz Kierzkowski                                      |
| ZKC „Czarny Kot”          | Marta Kubak, Arkadiusz Stępniak, Katarzyna Sadowska, Mateusz Kulik, Anna Tomczyńska, Michał Suski                 |
| ŚKC Katowice              | Agnieszka Handzlik, Dorota Wiśniewska, Jakub Głowania, Michał Kozioł                                              |
| AZS Łódź                  | Ola Weremczuk, Zuzanna Rybicka, Piotr Majecki, Paweł Włodarczyk, Aleksander Grzelka                               |
| CK Nikifor                | Jarosław Czepieliński, Jowita Hojniak, Paulina Czepielińska, Grzegorz Adamczyk, Marcin Adamczyk, Agnieszka Furtak |
| Poznański Klub Curlingowy | Marianna Wiśniewska, Natalia Turek, Tomasz Górny, Mateusz Skowroński                                              |
| Krakowski Klub Curlingowy | Karol Nowakowski (skip), Marlena Nowaczyk, Urszula Kawecka, Sebastian Chojnacki                                   |

## Wyniki

### Klasyfikacja końcowa
| #  | Drużyna                   |
| -- | ------------------------- |
| 1  | Zrymowana Wiśnia          |
| 2  | Team Cesarz               |
| 3  | MCC Domatorzy             |
| 4  | MCC Wymiatacze            |
| 5  | AZS Gliwice               |
| 6  | KWAK Spelunca             |
| 7  | AZS Łódź                  |
| 8  | ŚKC Katowice              |
| 9  | CK Nikifor                |
|    | ZKC Czarny Kot            |
|    | Krakowski Klub Curlingowy |
| 12 | Poznański KC              |
|    | Team Kierzkowski          |